# Natuurleerpad

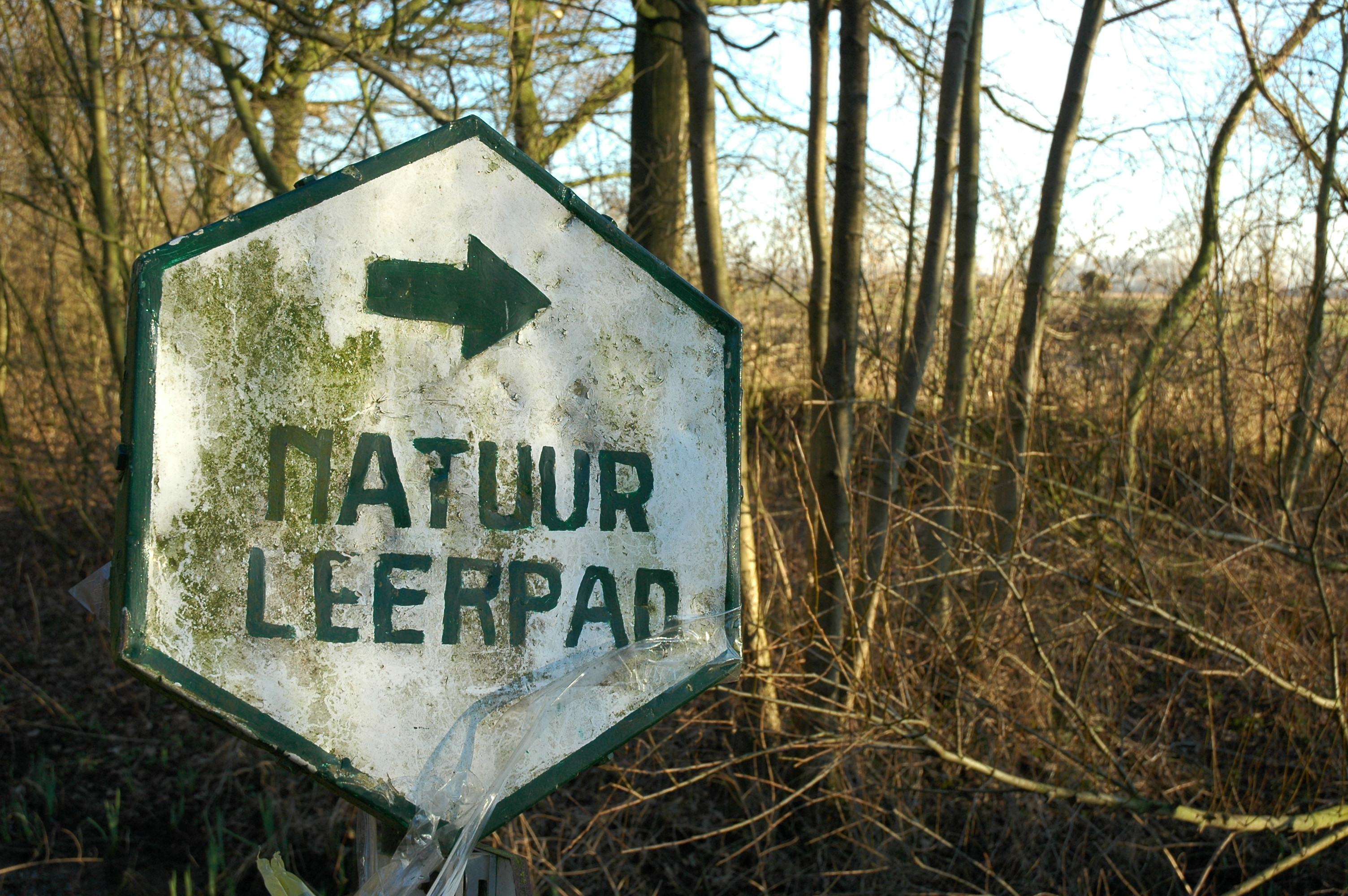
Bewegwijzering voor een natuurleerpad

Een natuurleerpad, soms ook kortweg: natuurpad genoemd, is een uitgezette wandelroute waarbij, via informatiebordjes, kennis wordt overgedragen omtrent de aanwezige plantensoorten en andere landschappelijke merkwaardigheden. De afstand waarover een dergelijk pad zich uitstrekt bedraagt meestal ongeveer 2 km.
Een variant op het natuurleerpad is het bosleerpad, dat wetenswaardigheden omtrent de bosbouwkundige aspecten van het betreffende gebied toont.
Natuurleerpaden worden vaak onderhouden door verenigingen die milieu-educatie nastreven, zoals plaatselijke afdelingen van IVN of Natuurpunt.
Een enigszins afwijkend voorbeeld in Nederland is de route over het Melkwegpad en het Bospad vlak bij de Radiosterrenwacht Westerbork. Het Melkwegpad heeft informatiepanelen over het Melkwegstelsel en de planeten in het zonnestelsel, het Bospad had informatiepanelen over bosbouw. Deze zijn tegenwoordig verwijderd, het pad zelf bestaat nog wel. Beide paden worden onderhouden door Staatsbosbeheer.